# NGC 5911
NGC 5911 ist eine 14,0 mag helle Linsenförmige Galaxie vom Hubble-Typ S0-a im Sternbild Schlange nördlich des Himmelsäquators.  Sie ist schätzungsweise 495 Millionen Lichtjahre von der Milchstraße entfernt und hat einen Durchmesser von etwa 115.000 Lj.
Das Objekt wurde am 5. Juni 1880 von Édouard Stephan entdeckt.